# Душко Радовић
Душан Душко Радовић (Ниш, 29. новембар 1922 — Београд, 16. август 1984) био је српски књижевник, новинар, афористичар и ТВ уредник.

## Биографија
Рођен је у Нишу, отац Угљеша био је из Вранића код Чачка рођен у Чолића кући, а мајка Софија Стефановић била је из Ниша.
Био је главни уредник „Пионирских новина”, уредник Програма за децу Радио Београда, уредник Програма за децу Телевизије Београд, уредник листа „Полетарац”, новинар „Борбе” и (од 1975. године) уредник Студија Б. Његова емисија „Београде добро јутро” почела је да се емитује јула 1975. године на Студију Б. Била је укинута 1982. године, када су одређени чланови владајуће партије окарактерисали Душкове афоризме као „политичке поруке са израженом моралистичком и демагошком позадином”.
Сценарио и текст популарних песама писао је за дечију телевизијску серију На слово на слово.
У Београду се дуги низ година одржава атлетска трка „Сећање на Душка Радовића”. Душков брат је познати атлетски тренер Бранимир Брана Радовић.
Најширој публици је познат по афоризмима којима је будио Београђане на таласима Радија „Студио Б“, који су касније објављени у три књиге Београде добро јутро.
Неке од његових песама су постале хитови за децу у извођењу Дечјег хора „Колибри”: Мрак, Плави зец, Страшан лав, Шта је на крају, Песма о млеку, Татин музичар и Здравица (Све што расте хтело би да расте...)
Његова дела превођена су на све значајније светске језике.
Као члан редакције и преводилац са француског дао је имена ликовима у стриповима Талични Том и Крцко.
Преминуо је 16. августа 1984. године у Београду.

## Приватни живот
Био је велики љубитељ фудбала и навијач ФК Партизан.
Његов син је Милош Радовић.

## Наслеђе
Поводом 100 година од његовог рођења објављена је монографија „100 година Душка Радовића”.
Књижевник Матија Бећковић је за њега написао да је: „Иво Андрић који је одбио да одрасте.”

## Награде
- Невен
- Младо поколење
- Награда змајевих дечјих игара
- Награда Стеријиног позорја
- Седмојулска награда
- Диплома Међународне организације за дечју књижевност Ханс Кристијан Андерсен

## Одабрана дела
- Капетан Џон Пиплфокс (1953), радио-драма
- Поштована децо (1954), песме
- Приче за Гордану (1955), радио-драма
- Како су постале ружне речи (1960), радио-драма
- Смешне речи (1961), песме
- Причам ти причу (1963), песме и приче
- На слово, на слово (1963—1965), телевизијска серија
- Где је земља Дембелија (1965), песме
- Разбојник Кађа и принцеза Нађа (1968), песме
- Че, трагедија која траје (1969. са М. Бећковићем), поема
- Вукова азбука (1971), песме
- Црни дан (1971), песме
- Зоолошки врт Београд (1972), песме
- Доколице (1972), избор песама
- Београде, добро јутро 1 (1977), афоризми
- Београде, добро јутро 2 (1981), афоризми
- Седи да разговарамо (1981), песме
- Понедељак, Уторак, Среда, Четвртак (1983), поезија и проза за децу у четири књиге

### Текстови песама
Писао је текстове за песме познатих певача:
- Бисера Велетанлић (Мило моје/ А ја те знам)
- Арсен Дедић (Балада о птицама/Балада о земљи/Бићу добар)
- Душан Прелевић (Јесења песма)
- Црни Бисери (Шта ћу сад)
- Дејан Петковић (Тужна песма)
- Зафир Хаџиманов (Плави жакет)
- Драган Лаковић (Најлепша мама на свету/Кад је био мрак)
- Аница Зубовић (Београде мој)
- Љубиша Бачић (Страшан лав)

## Галерија
- Душко Радовић са породицом, 1955.
- Душко Радовић са Миром Алечковић и њеном породицом
- Статуа Душка Радовића у Нишу
- Статуа Душка Радовића у Београду испред зграде Београђанка
- Гроб Душка Радовића у Алеји заслужних грађана на Новом гробљу у Београду